# Khorasan
Il Khorāsān (in persiano خراسان‎; anche trascritto nella forma araba Khurāsān o Khorassan) è una regione storico-geografica, corrispondente oggi alla parte nordorientale dell'Iran. Fino al 2004 era anche una delle province dell'Iran. Il centro principale è Mashhad, seconda città dell'Iran per numero di abitanti. Il nome Khorasan in persiano significa "dove origina il sole", e fu dato alla regione più orientale dell'Impero persiano durante la dinastia sasanide.

## Storia

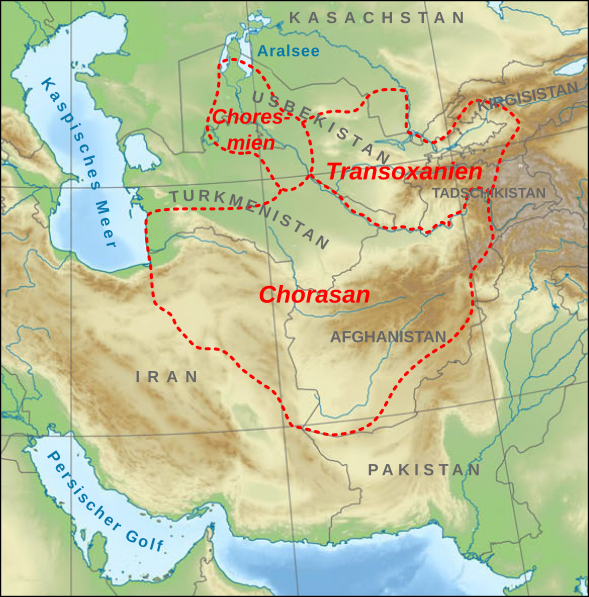
I confini storici (in rosso) e quelli attuali (in grigio)

L'antica regione persiana del Khorasan (nota tra gli studiosi come "Grande Khorasan") includeva aree che oggi fanno parte non solo dell'Iran ma dell'Afghanistan, del Tagikistan, del Turkmenistan e dell'Uzbekistan. Nel suo territorio si trovano alcune città storiche dell'Impero persiano: Nīshāpūr (in Iran), Merv e Sanjan (in Turkmenistan), Samarcanda e Bukhara (in Uzbekistan), Herat, Kabul, Ghazni e Balkh (in Afghanistan). Nella storia la regione del Khorasan fu conquistata da diversi popoli e appartenne a diversi imperi, Greci, Arabi, Selgiuchidi, Safavidi ed altri ancora.
Il Khorasan è noto a livello storico oltre che turistico per il fatto di ospitare le tombe del grande poeta epico Firdusi; del discendente del profeta Maometto e Imam sciita duodecimano, ʿAlī al-Riḍā; del grande teologo e filosofo al-Ghazali.

## Economia
La regione è celebre per la produzione di zafferano e di berberis (zereshk ) - anch'esso assai usato nella gastronomia persiana e ricco di vitamina C - entrambi prodotti nelle città più meridionali dell'area, nota anche per i tappeti ed il grano Khorasan.

## Geografia antropica

### Suddivisioni amministrative
Il Khorasan è stata anche la più vasta regione dell'Iran fino al 29 settembre 2004, quando il suo territorio è stato suddiviso in tre parti costituendo le attuali regioni di:
- Khorasan Settentrionale, capoluogo: Bojnourd, altre città: Shirvan, Jajarm, Maneh e Samlaghan, Esfarayen
- Khorasan Meridionale, capoluogo: Birjand, altre città: Ferdows, Qaen, Sarayan, Nahbandan, Sarbisheh, Boshruyeh
- Razavi Khorasan, capoluogo: Mashhad, altre città: Ghouchan, Dargaz, Chenaran, Sarakhs, Fariman, Torbat-e Jam, Taybad, Khaf e Rashtkhar, Kashmar, Bardaskan, Nīshāpūr (Neyshapur), Sabzevar, Gonabad, Kalat e Khalil Abad